# گایرا، نیو ساوت ولز
گایرا (به انگلیسی: Guyra) یک شهرک در استرالیا است که در Guyra Shire واقع شده‌است.